# Grêmio Olímpico Mangaratiba
Grêmio Olímpico Mangaratiba foi uma agremiação esportiva da cidade de Mangaratiba, no estado do Rio de Janeiro, fundada a 21 de março de 1953.

## História

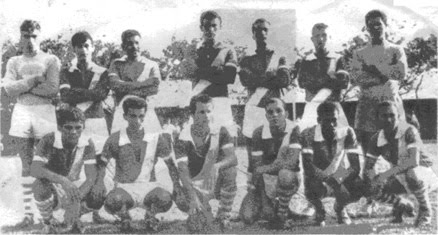
Formação de 1963 do Grêmio Olímpico Mangaratiba

Tradicional agremiação do município localizado na região da Costa Verde do estado do Rio de Janeiro, o Mangaratiba, após disputar por anos os campeonatos da Liga Desportiva de Mangaratiba, resolveu estrear no profissionalismo, participando do Campeonato Estadual da Terceira Divisão de 1991.
Ao fim de dois turnos ficou na sexta colocação, entre dez equipes, atrás dos campeões e promovidos Esporte Clube Barreira e Porto Real Country Club, e de Bayer Esporte Clube, Everest Atlético Clube e Opção Futebol Clube. E à frente de Portela Atlético Clube, Nilópolis Futebol Clube, Bela Vista Futebol Clube e Associação Atlética Colúmbia.
No mesmo ano, o clube foi extinto devido a inúmeras dívidas trabalhistas. Para evitar a penhora do seu estádio, o José Maria de Brito Barros, a prefeitura o tornou municipal. O Grêmio Olímpico Mangaratiba vestia as cores azul e branco com uma faixa transversal que lembra um pouco o uniforme do Club de Regatas Vasco da Gama.
Em 2009, foi criado o Grêmio Mangaratibense, que passou a disputar o Campeonato Estadual da Terceira Divisão de Profissionais em 2010. É uma homenagem ao antigo e tradicional Grêmio, que tantas glórias concedeu ao município de Mangaratiba.

## Estatísticas

### Participações
| Competição          | Temporadas | Melhor campanha    | Estreia | Última | P | R |
| ------------------- | ---------- | ------------------ | ------- | ------ | - | - |
| Série B2 do Carioca | 1          | 6º colocado (1991) | 1991    | 1991   | – | – |